# Danh sách trò chơi của Capcom: T–Z
Sau đây là danh sách các trò chơi được phát triển, xuất bản hoặc cấp phép bởi Capcom
| Tiêu đề                                                 | Hệ máy                              | Ngày phát hành           | Nhà phát triển                  | JP | NA | EU | AUS           | Ref(s) |
| ------------------------------------------------------- | ----------------------------------- | ------------------------ | ------------------------------- | -- | -- | -- | ------------- | ------ |
| Taisen Net Gimmick Capcom & Psikyo All Stars            | Dreamcast                           | 2000                     | Capcom                          | Có |    |    |               | [ 1 ]  |
| TaleSpin                                                | Game Boy                            | tháng 12 năm 1991        | Dual Corporation                |    | Có | Có | Có            | [ 2 ]  |
| TaleSpin                                                | Nintendo Entertainment System       | tháng 12 năm 1991        | Capcom                          |    | Có | Có |               | [ 2 ]  |
| Tatsunoko vs. Capcom: Ultimate All-Stars                | Arcade                              | tháng 12 năm 2008        | Eighting                        | Có |    |    |               | [ 3 ]  |
| Tatsunoko vs. Capcom: Ultimate All-Stars                | Wii                                 | 11 tháng 12 năm 2008     | Eighting                        | Có | Có | Có | Có            | [ 3 ]  |
| Tech Romancer                                           | Arcade                              | 31 tháng 3 năm 2000      | Capcom                          | Có | Có | Có | Có            | [ 4 ]  |
| Tech Romancer                                           | Dreamcast                           | 31 tháng 3 năm 2000      | Capcom                          | Có | Có | Có | Có            | [ 4 ]  |
| The King of Dragons                                     | Arcade                              | 11 tháng 7 năm 1991      | Capcom                          | Có | Có |    |               | [ 5 ]  |
| The King of Dragons                                     | CPS Changer                         | 11 tháng 7 năm 1991      | Capcom                          | Có | Có |    |               | [ 5 ]  |
| The King of Dragons                                     | Super Nintendo Entertainment System | 4 tháng 3 năm 1994       | Capcom                          | Có | Có |    |               | [ 5 ]  |
| The Legend of Zelda: A Link to the Past and Four Swords | Game Boy Advance                    | 2 tháng 12 năm 2002      | Nintendo/Capcom                 | Có | Có | Có |               | [ 6 ]  |
| The Legend of Zelda: Oracle of Ages                     | Game Boy Color                      | 27 tháng 2 năm 2001      | Capcom/Flagship                 | Có | Có | Có |               | [ 7 ]  |
| The Legend of Zelda: Oracle of Seasons                  | Game Boy Color                      | 27 tháng 2 năm 2001      | Capcom/Flagship                 | Có | Có | Có |               | [ 8 ]  |
| The Legend of Zelda: The Minish Cap                     | Game Boy Advance                    | 4 tháng 11 năm 2004      | Capcom/Flagship                 | Có | Có | Có | Có            | [ 9 ]  |
| The Little Mermaid                                      | Nintendo Entertainment System       | 19 tháng 7 năm 1991      | Capcom                          | Có | Có |    |               | [ 10 ] |
| The Little Mermaid                                      | Game Boy                            | 1992                     | Capcom                          |    | Có | Có |               | [ 10 ] |
| The Magical Ninja: Jiraiya Kenzan!                      | PlayStation 2                       | Cancelled                | Capcom                          |    |    |    |               | [ 11 ] |
| The Misadventures of Tron Bonne                         | PlayStation                         | 22 tháng 7 năm 1999      | Capcom                          | Có | Có | Có |               | [ 12 ] |
| The Maw                                                 | PlayStation                         | 31 tháng 12 năm 2009     | Twisted Pixel Games             | Có | Có | Có | Có            | [ 13 ] |
| The Maw                                                 | PlayStation Vita                    | 30 tháng 10 năm 2009     | Bluepin                         | Có | Có | Có | Có            | [ 13 ] |
| The Nightmare Before Christmas: Oogie's Revenge         | PlayStation 2                       | 21 tháng 10 năm 2004     | Capcom                          | Có | Có | Có |               | [ 14 ] |
| The Nightmare Before Christmas: Oogie's Revenge         | Xbox                                | 30 tháng 9 năm 2005      | Capcom                          |    | Có | Có |               | [ 15 ] |
| The Punisher                                            | Arcade                              | 22 tháng 4 năm 1993      | Capcom                          |    | Có | Có |               | [ 16 ] |
| The Punisher                                            | Sega Mega Drive/Genesis             | 1 tháng 6 năm 1994       | Sculptured Software             |    | Có | Có |               | [ 17 ] |
| The Speed Rumbler                                       | Arcade                              | tháng 9 năm 1986         | Capcom                          | Có | Có |    |               | [ 18 ] |
| Three Wonders                                           | Arcade                              | 20 tháng 5 năm 1991      | Capcom                          | Có | Có | Có |               | [ 19 ] |
| Three Wonders                                           | PlayStation                         | 1998                     | Capcom                          | Có | Có | Có |               | [ 19 ] |
| Three Wonders                                           | Sega Saturn                         | 1998                     | Capcom                          | Có | Có | Có |               | [ 19 ] |
| Tiger Road                                              | Amiga                               |                          |                                 |    | Có |    |               | [ 20 ] |
| Tiger Road                                              | Atari ST                            |                          |                                 |    | Có |    |               | [ 20 ] |
| Tiger Road                                              | Arcade                              | tháng 11 năm 1987        | Capcom                          |    | Có |    |               | [ 20 ] |
| Tiger Road                                              | Commodore 64                        |                          |                                 |    | Có |    |               | [ 20 ] |
| Tiger Road                                              | TurboGrafx-16                       |                          |                                 |    | Có |    |               | [ 20 ] |
| Tiger Road                                              | ZX Spectrum                         |                          |                                 |    | Có |    |               | [ 20 ] |
| Toki Tori                                               | Game Boy Color                      | 21 tháng 9 năm 2001      | Two Tribes B.V.                 |    | Có | Có | Có            | [ 21 ] |
| Tomb Raider: The Last Revelation                        | Dreamcast                           | 24 tháng 3 năm 2000      | Core Design                     |    | Có | Có |               | [ 22 ] |
| Toy Story                                               | Super Nintendo Entertainment System | tháng 12 năm 1995        | Traveller's Tales               | Có | Có | Có | Có            | [ 23 ] |
| Trick'N Snowboarder                                     | PlayStation                         | tháng 12 năm 1995        | CAVE                            | Có | Có | Có |               | [ 24 ] |
| Trojan                                                  | Arcade                              | tháng 4 năm 1986         | Capcom                          | Có | Có | Có |               | [ 25 ] |
| Trojan                                                  | DOS                                 |                          | Pacific Dataworks International | Có | Có | Có |               | [ 25 ] |
| Trojan                                                  | Nintendo Entertainment System       | 24 tháng 12 năm 1986     | Capcom                          | Có | Có | Có |               | [ 25 ] |
| Trouballs                                               | Game Boy Color                      | 5 tháng 10 năm 2001      | Paragon Five, Inc.              | Có | Có | Có | Có            | [ 26 ] |
| Turok                                                   | Microsoft Windows                   | 5 tháng 2 năm 2008       | Propaganda Games                |    | Có | Có | Có            | [ 27 ] |
| U.N. Squadron                                           | Amiga                               |                          |                                 | Có | Có | Có | Có            | [ 28 ] |
| U.N. Squadron                                           | Atari ST                            |                          |                                 | Có | Có | Có | Có            | [ 28 ] |
| U.N. Squadron                                           | Arcade                              | tháng 8 năm 1989         | Capcom                          | Có | Có | Có | Có            | [ 28 ] |
| U.N. Squadron                                           | Commodore 64                        |                          |                                 | Có | Có | Có | Có            | [ 28 ] |
| U.N. Squadron                                           | Super Nintendo Entertainment System | tháng 7 năm 1991         |                                 |    | Có | Có | Có            | [ 29 ] |
| U.N. Squadron                                           | ZX Spectrum                         |                          |                                 | Có | Có | Có | Có            | [ 28 ] |
| Ultimate Fighting Championship                          | Dreamcast                           | 29 tháng 8 năm 2000      | Anchor Inc.                     | Có | Có | Có |               | [ 30 ] |
| Ultimate Ghosts 'n Goblins                              | PlayStation Portable                | 13 tháng 8 năm 2006      | Tose                            | Có | Có | Có | Có            | [ 31 ] |
| Ultimate Marvel vs. Capcom 3                            | PlayStation 3                       | 15 tháng 11 năm 2011     | Capcom/Eighting                 | Có | Có | Có |               | [ 32 ] |
| Ultimate Marvel vs. Capcom 3                            | PlayStation Vita                    | 17 tháng 12 năm 2011     | Capcom/Eighting                 | Có | Có | Có |               | [ 33 ] |
| Ultimate Marvel vs. Capcom 3                            | Xbox 360                            | 15 tháng 11 năm 2011     | Capcom/Eighting                 | Có | Có | Có |               | [ 32 ] |
| Ultimate Marvel vs. Capcom 3                            | PlayStation 4                       | 3 tháng 12 năm 2016      | Capcom/Eighting                 | Có | Có | Có | Có            | [ 34 ] |
| Ultimate Marvel vs. Capcom 3                            | Microsoft Windows                   | 7 tháng 3 năm 2017       | Capcom/Eighting                 | Có | Có | Có | Có            | [ 34 ] |
| Ultimate Marvel vs. Capcom 3                            | Xbox One                            | 7 tháng 3 năm 2017       | Capcom/Eighting                 | Có | Có | Có | Có            | [ 34 ] |
| Umbrella Corps                                          | Microsoft Windows                   | 21 tháng 6 năm 2016      | Capcom                          | Có | Có | Có | Có            | [ 35 ] |
| Umbrella Corps                                          | PlayStation 4                       | 21 tháng 6 năm 2016      | Capcom                          | Có | Có | Có | Có            | [ 35 ] |
| Under the Skin                                          | PlayStation 2                       | 5 tháng 8 năm 2004       | Capcom                          | Có | Có | Có | Có            | [ 36 ] |
| Vampire Chronicles for Matching Service                 | Dreamcast                           | 10 tháng 8 năm 2000      | Capcom                          | Có |    |    |               | [ 37 ] |
| Vampire Hunter 2                                        | Arcade                              | 1997                     | Capcom                          | Có | Có |    |               | [ 38 ] |
| Vampire Savior                                          | Arcade                              | tháng 5 năm 1997         | Capcom                          | Có | Có |    |               | [ 39 ] |
| Vampire Savior 2                                        | Arcade                              | 1997                     | Capcom                          | Có | Có |    |               | [ 40 ] |
| Vampire: Darkstalkers Collection                        | PlayStation 2                       | 19 tháng 5 năm 2005      | Capcom                          | Có | Có | Có |               | [ 41 ] |
| Varth: Operation Thunderstorm                           | Arcade                              | 12 tháng 6 năm 1992      | Capcom                          | Có | Có | Có | Có            | [ 42 ] |
| Viewtiful Joe                                           | Nintendo GameCube                   | 26 tháng 6 năm 2003      | Capcom                          | Có | Có | Có |               | [ 43 ] |
| Viewtiful Joe                                           | PlayStation 2                       | 24 tháng 8 năm 2004      | Capcom                          | Có | Có | Có |               | [ 44 ] |
| Viewtiful Joe 2                                         | Nintendo GameCube                   | 18 tháng 11 năm 2004     | Clover Studio                   | Có | Có | Có | Có            | [ 45 ] |
| Viewtiful Joe 2                                         | PlayStation 2                       | 8 tháng 12 năm 2004      | Clover Studio                   | Có | Có | Có | Có            | [ 46 ] |
| Viewtiful Joe: Double Trouble!                          | Nintendo DS                         | 2 tháng 11 năm 2005      | Clover Studio                   | Có | Có | Có | Có            | [ 47 ] |
| Viewtiful Joe: Red Hot Rumble                           | Nintendo GameCube                   | 29 tháng 9 năm 2005      | Clover Studio                   | Có | Có | Có | Có            | [ 48 ] |
| Viewtiful Joe: Red Hot Rumble                           | PlayStation Portable                | 22 tháng 3 năm 2006      | Clover Studio                   | Có | Có | Có | Có            | [ 49 ] |
| Vulgus                                                  | Arcade                              | tháng 5 năm 1984         | Capcom                          | Có | Có |    |               | [ 50 ] |
| Wantame Music Channel: Doko Demo Style                  | Nintendo DS                         | 2007                     | Capcom                          | Có |    |    |               | [ 51 ] |
| War of the Grail                                        | Arcade                              | Cancelled                | Capcom                          |    |    |    |               | [ 52 ] |
| Warauinu no Bouken GB: Silly Go Lucky!                  | Game Boy Color                      | 2001                     | Capcom                          | Có |    |    |               | [ 53 ] |
| Warriors of Fate                                        | Arcade                              | 2 tháng 10 năm 1992      | Capcom                          | Có | Có | Có | Có            | [ 54 ] |
| Warriors of Fate                                        | TurboGrafx-CD                       | 2 tháng 10 năm 1992      | Capcom                          | Có | Có | Có | Có            | [ 54 ] |
| Warriors of Fate II                                     | CPS Changer                         | tháng 11 năm 1992        | Capcom                          | Có | Có |    |               | [ 54 ] |
| Warriors of Fate II                                     | PlayStation                         | 22 tháng 3 năm 1996      | Capcom                          | Có |    |    |               | [ 54 ] |
| Warriors of Fate II                                     | Sega Saturn                         | 6 tháng 9 năm 1996       | Capcom                          | Có |    |    |               | [ 54 ] |
| Way of the Samurai 2                                    | PlayStation 2                       | 21 tháng 5 năm 2004      | Acquire/Spike                   |    | Có | Có | Có            | [ 55 ] |
| We Love Golf!                                           | Wii                                 | 13 tháng 12 năm 2007     | Camelot Software Planning       | Có | Có | Có | Có            | [ 56 ] |
| Who Framed Roger Rabbit                                 | Game Boy                            | 1 tháng 11 năm 1991      | Capcom                          |    | Có | Có |               | [ 57 ] |
| Who Wants to Be a Millionaire?                          | iOS\| 14 tháng 1 năm 2009           | Capcom                   |                                 | Có | Có | Có | [ 58 ]        |        |
| Willow                                                  | Arcade                              | tháng 6 năm 1989         | Capcom                          | Có | Có | Có | Có            | [ 59 ] |
| Willow                                                  | Nintendo Entertainment System       | 18 tháng 7 năm 1989      | Capcom                          | Có | Có | Có | Có            | [ 60 ] |
| Wily & Right no RockBoard: That's Paradise              | Nintendo Entertainment System       | 15 tháng 1 năm 1993      | Capcom                          | Có |    |    |               | [ 61 ] |
| Without Warning                                         | Xbox                                | 28 tháng 10 năm 2005     | Circle Studio                   |    | Có | Có |               | [ 62 ] |
| Wizardry V                                              | Super Nintendo Entertainment System | 1988                     | Sir-Tech                        | Có | Có |    |               | [ 63 ] |
| Wolf of the Battlefield: Commando 3                     | PlayStation Network                 | 5 tháng 6 năm 2008       | Backbone Entertainment          |    | Có | Có | Có            | [ 64 ] |
| Wolf of the Battlefield: Commando 3                     | Xbox Live Marketplace               | 11 tháng 6 năm 2008      | Backbone Entertainment          |    | Có | Có | Có            | [ 64 ] |
| World Gone Sour                                         | Microsoft Windows                   | 2011                     | Playbrains                      |    | Có | Có |               | [ 65 ] |
| World Gone Sour                                         | PlayStation Network                 | 10 tháng 4 năm 2012      | Playbrains                      |    | Có |    |               | [ 65 ] |
| World Gone Sour                                         | Xbox Live Marketplace               | 11 tháng 4 năm 2012      | Playbrains                      |    | Có |    |               | [ 65 ] |
| X-Men vs. Street Fighter                                | Arcade                              | tháng 9 năm 1996         | Capcom                          | Có | Có | Có | Có            | [ 66 ] |
| X-Men vs. Street Fighter                                | Sega Saturn                         | 27 tháng 11 năm 1997     | Capcom                          | Có |    |    |               | [ 67 ] |
| X-Men vs. Street Fighter EX Edition                     | PlayStation                         | 26 tháng 2 năm 1998      | Capcom                          | Có | Có | Có |               | [ 68 ] |
| X-Men: Children of the Atom                             | Arcade                              | tháng 12 năm 1994        | Capcom                          | Có | Có |    |               | [ 69 ] |
| X-Men: Children of the Atom                             | DOS                                 | 31 tháng 5 năm 1997      | Capcom                          |    | Có | Có |               | [ 70 ] |
| X-Men: Children of the Atom                             | PlayStation                         | tháng 2 năm 1998         | Capcom                          |    | Có | Có |               | [ 71 ] |
| X-Men: Children of the Atom                             | Sega Saturn                         | 22 tháng 11 năm 1995     | Capcom                          | Có | Có | Có |               | [ 72 ] |
| X-Men: Mutant Apocalypse                                | Super Nintendo Entertainment System | tháng 11 năm 1994        | Capcom                          | Có | Có | Có |               | [ 73 ] |
| X2: No Relief                                           | PlayStation                         | tháng 8 năm 1997         | Capcom                          | Có |    |    |               | [ 74 ] |
| Yo! Noid                                                | Nintendo Entertainment System       | 16 tháng 3 năm 1990      | Now Production                  | Có | Có |    |               | [ 75 ] |
| Zack & Wiki: Quest for Barbaros' Treasure               | Wii                                 | 23 tháng 10 năm 2007     | Capcom                          | Có | Có | Có | Có            | [ 76 ] |
| Zombie Cafe                                             | iOS\| 20 tháng 5 năm 2013           | Beeline Interactive Inc. |                                 | Có | Có | Có | [ 77 ] [ 78 ] |        |